# 菲利普·弗兰克
菲利普·弗兰克（德語：Philipp Frank，1884年3月20日—1966年7月21日）是一位20世纪前中期的物理学家、数学家和哲學家，属于逻辑实证主义者，是维也纳学派成员之一 。